# جافين كاساليجنو
جافين كاساليجنو (ولد في 2 سبتمبر 1999) هو ممثل أمريكي من أصل إيطالي.
اشتهر بلعب دور جيريمياه فيشر في المسلسل التلفزيوني الصيف الذي تحولت فيه إلى جميلة.

## وقت مبكر من الحياة
وُلد جافين كاساليجنو في دالاس، تكساس.
وهو الأكبر بين ثلاثة أبناء. لديه أخ وأخت أصغر منه، آشلين كاساليجنو، وهي أيضًا ممثلة وعارضة أزياء.
التحق كاساليجنو بمدرسة لوفجوي الثانوية في لوكاس، تكساس.

## حياة مهنية
اقترحت صديقة والدة كاساليجنو عليه تجربة عرض الأزياء، مما دفع والدته للبحث عن وكالات.
في سن الرابعة، حصل على أول وظيفة عرض أزياء له لدى جيه سي بيني.
ظهر في العديد من الإعلانات التجارية مثل سوني وبابا جونز في منتصف العقد الأول من القرن الحادي والعشرين.
ولأنه كان قاصرًا، كانت والدته، أليسون كاساليجنو، مديرة أعماله أثناء سفره للعمل وتجارب الأداء.
انتقل كاساليجنو إلى لوس أنجلوس بحثًا عن فرص أكبر، وفي سن الحادية عشرة، حجز أول مشروع سينمائي له.
ثم تولى أدوارًا مختلفة، وهي: شيم الصغير في فيلم نوح عام 2014، ودامون سلفاتوري الصغير في مسلسل يوميات مصاص دماء على قناة ذا سي دبليو عام 2015، وتريفور ستراند في الموسم الأول من مسلسل ووكر عام 2021.
في يوليو 2021، أفاد موقع ددلاين هوليوود أن كاساليجنو سيلعب دور جيريمياه فيشر كواحدة من الشخصيات الرئيسية في المسلسل التلفزيوني على Amazon Prime والمقتبس من رواية جيني هان عن بلوغ سن الرشد، The Summer I Turned Pretty، والذي عُرض لأول مرة في 17 يونيو 2022.
جددت أمازون الموسم الثاني من المسلسل قبل عرض موسمه الأول بدون تاريخ إصدار.
عرض الموسم الثاني من The Summer I Turned Pretty لأول مرة في 14 يوليو 2023.
وفقًا لأمازون، كان الموسم الثاني "واحدًا من أكثر 10 مواسم مشاهدة لأي مسلسل على الإطلاق على خدمة البث Amazon Prime"، وقد جددوا الموسم الثالث في أغسطس 2023، بعشر حلقات مخططة، حتى قبل أن يُعرض الموسم الثاني بالكامل.
في 13 يونيو 2023، أعلنت مجلة فارايتي اختيار كاساليجنو للعب دور في فيلم سيرة ذاتية للمصارع ميلدريد بيرك، المنضم إلى قاعة مشاهير WWE، في فيلم "ملكة الحلبة".
سيجسد كاساليجنو شخصية جو، ابن بيرك، وهو أصغر سنًا.

## الحياة الشخصية
تزوج كاساليجنو من تشيان كينج في أواخر عام 2024.
كان يواعد سابقًا الراقصة والممثلة والعارضة الأمريكية لارسن تومسون من عام 2016 إلى عام 2022.
كاساليجنو مدافع عن الصحة النفسية، ولاعب كرة قدم وكرة طائرة شغوف.
وهو مسيحي، وكثيرًا ما يشير إلى إيمانه ويقرأ الكتاب المقدس على منصات التواصل الاجتماعي المختلفة.

## أعمال

### فيلم
| سنة  | عنوان                                           | دور               | ملحوظات                | المراجع       |
| ---- | ----------------------------------------------- | ----------------- | ---------------------- | ------------- |
| 2011 | اسمعني همسي                                     | ماسون             | فيلم مباشر إلى الفيديو |               |
| 2012 | أنا جبرائيل                                     | غابرييل           | فيلم مباشر إلى الفيديو |               |
| 2012 | رجل الجليد                                      | متزلج على الجليد  | غير معتمد              |               |
| 2012 | سمنة                                            | طالب في صف الفنون | غير معتمد              |               |
| 2014 | نوح                                             | الشاب شيم         |                        | [ 24 ] [ 25 ] |
| 2014 | عندما تكون اللعبة في قمة قوتها                  | مايكل لادوسور     |                        | [ 26 ]        |
| 2014 | ميت ساكن                                        | بوبي              |                        |               |
| 2016 | الآن أو أبدا                                    | أديداس لاوفر      |                        |               |
| 2016 | قصة تايلور                                      | مايكل             | فيلم مباشر إلى الفيديو |               |
| 2017 | تسع ثوان                                        | كول جاكسون        |                        |               |
| 2017 | قاعة كوابيس سيج ألكسندر: تجربة الواقع الافتراضي | الحكيم ألكسندر    |                        |               |
| 2017 | أجواء حضرية                                     | نفسه              | فيلم مباشر إلى الفيديو |               |
| 2020 | غير المعالج                                     | ريد ويتكومب       |                        |               |
| 2025 | ملكة الخاتم                                     | جو جونيور         |                        | [ 27 ]        |

### تلفزيون
| سنة           | عنوان                                  | دور                  | ملحوظات                                       | المراجع |
| ------------- | -------------------------------------- | -------------------- | --------------------------------------------- | ------- |
| 2010          | يطارد                                  | طفل المدرسة          | الحلقة: الطيار                                |         |
| 2010          | النجمة الوحيدة                         | ضيفة حفل زفاف تاتشر  | الحلقة 1.2: "واحد في كل عائلة"                |         |
| 2015          | يوميات مصاص الدماء                     | الشاب دامون سلفاتوري | الموسم السابع ؛ الحلقة السابعة: "أمي العزيزة" | [ 28 ]  |
| 2021          | ووكر                                   | تريفور ستراند        | دور متكرر؛ 8 حلقات                            | [ 24 ]  |
| 2022–حتى الآن | الصيف الذي أصبحت فيه جميلاً             | جيريمياه فيشر        | الدور الرئيسي                                 | [ 29 ]  |
| 2023          | جوائز MTV للأفلام والتلفزيون لعام 2023 | الذات                | مقدم العرض                                    | [ 30 ]  |

### الكتب الصوتية
| سنة  | عنوان              | دور           | ملحوظات               | المراجع |
| ---- | ------------------ | ------------- | --------------------- | ------- |
| 2022 | إنه ليس صيفًا بدونك | جيريمياه فيشر | كتاب صوتي مُعاد تسجيله |         |

## روابط خارجية
- الموقع الرسمي للوكالة
- جافين كاساليجنو في قاعدة بيانات الأفلام على الإنترنت